# Ann-Cathrine Wiklanders
Ann-Cathrine Wiklanders är ett album från 1995 av den svenska dansbandssångerskan Ann-Cathrine Wiklander. 
Tre låtar från albumet gick in på Svensktoppen, Kärleken (1993) , Vänd inte ryggen åt en vän (1994)  och Alla stunder (1995) .

## Låtlista
1. Varje litet ord (T.Gunnarsson-E.Lord)
2. Alla stunder (Tommy Andersson-Ann-Cathrine Wiklander)
3. Vänd inte ryggen åt en vän (T.Gunnarsson-E.Lord)
4. Följ med vindarna (Björn Alriksson-Ann Persson)
5. En stilla sång (Lars E. Ohlsson-Keith Almgren)
6. Samla alla vänner (J.Hanny-T.Lendager-Sv.text: ILO)
7. När du ler (P.Bergqvist-H.Backström)
8. Kärleken (B.Bengtsson)
9. Allting har förändrat sig (K.G.Lundqvist)
10. Fri från dej (Björn Alriksson-Ann Persson)
11. Säj mig (C.Kindbom-P-O.Pettersson)
12. Kärleken visar vägen (Rose-Marie Stråhle)
13. Det bästa i mitt liv (Mona Gustafsson)
14. Hur kan hon va' så blind (P.Way-R.Michaels/Lars G.Lindh)

### Fotnoter
1. ↑  ”Listplacering”. http://smdb.kb.se/catalog/id/001507949. Läst 7 maj 2011.
2. ↑  ”Listplacering”. http://smdb.kb.se/catalog/id/001536105. Läst 7 maj 2011.
3. ↑  ”Svensktoppen”. 26 februari 1993. http://www.sr.se/Diverse/AppData/Isidor/files/2023/3489.txt. Läst 7 maj 2011.
4. ↑  ”Svensktoppen”. 26 februari 1994. http://www.sr.se/Diverse/AppData/Isidor/files/2023/3490.txt. Läst 7 maj 2011.
5. ↑  ”Svensktoppen”. 26 februari 1995. http://sverigesradio.se/Diverse/AppData/Isidor/files/2023/3491.txt. Läst 7 maj 2011.